# 75/27 A.V.
Il cannone 75/27 A.V. è un'arma contraerei sviluppata in Italia durante la prima guerra mondiale.

## Storia
Il cannone 75/27 A.V. (Anti-Velivolo) fu sviluppato privatamente dalla Ansaldo per fornire in tempi rapidi un pezzo antiaereo al Regio Esercito. Infatti questo pezzo è ottenuto installando la bocca da fuoco del 75/27 Mod. 1906 da campagna, con la sua culla a slitta originale. Come il C.K., venne previsto sia in installazione fissa che in versione autocannone. Destinato all'installazione sull'autocarro Lancia 1Z, la priorità data all'assegnazione degli autocarri alle batterie da campagna bloccò il progetto dell'autocannone.
La versione in postazione fissa fu invece impiegata durante la seconda guerra mondiale per la difesa del territorio metropolitano sia dal Regio Esercito che dalla Milizia per la difesa antiaerea territoriale.

## Tecnica
Il pezzo impiega bocca da fuoco, otturatore e culla  del Mod. 1906, in modo da poter impiegare velocizzarne la produzione e potendo così usare lo stesso munizionamento del pezzo da campagna e diversamente dal contemporaneo 75/27 C.K., anch'esso adattamento del Mod. 1906 ma con culla a manicotto. La canna da 75 mm di calibro, formata da manicotto ed anima, è lunga 2025 mm e pesa 346 kg compreso l'otturatore a cuneo orizzontale a chiusura ed apertura automatica. L'espulsione del bossolo avviene al momento del ritorno in batteria. L'anima della canna, che presenta 28 righe sinistorse. La culla è a slitta, con due lisce sulle quali scorrono le guide del manicotto della canna e contiene al suo interno il freno di sparo. La culla è incavalcata su un affustino a forcella che consente un alzo da -5° a + 80°, fissato su un affusto a candeliere. Il complesso brandeggia a 360° su una piastra metallica fissata al suolo. Diversamente dal C.K., non fu mai asservita ad una centrale di tiro, ricevendo soltanto negli anni '30 un cannocchiale Buffi Mod. 1934 per il tiro diretto.